# Crataegus exilis
Crataegus exilis är en rosväxtart som beskrevs av Chauncey Delos Beadle. Crataegus exilis ingår i Hagtornssläktet som ingår i familjen rosväxter. Inga underarter finns listade i Catalogue of Life.